# Koen Coupillie
Koen Coupillie (1983) is een Belgisch Vlaams-nationalistisch politicus en leerkracht. Sinds december 2024 is hij burgemeester van Diksmuide.
Met 1.635 voorkeurstemmen scoorde hij wel minder dan de 2.403 voorkeursstemmen van de vorige burgemeester Lies Laridon. Zij haalde de meeste voorkeursstemmen van alle kandidaten in Diksmuide. Maar Actie!, een gezamenlijke partij van N-VA, Vooruit en Idee Diksmuide (Open VLD) is de grootste partij. En volgens het nieuwe kiesdecreet wordt de kandidaat met de meeste voorkeursstemmen van de grootste partij, burgemeester.
Coupillie groeide op in Pervijze en woont in Esen met zijn partner en drie kinderen. Hij studeerde economie-moderne talen aan het Sint-Aloysiuscollege in Diksmuide, deed een uitwisselingsjaar in Argentinië en behaalde een regentaat geschiedenis, aardrijkskunde en economie aan het KAHO Sint-Lieven in Sint-Niklaas, gevolgd door een extra jaar Nederlands in Gent. Hij werkte zeventien jaar als leerkracht Nederlands en geschiedenis aan ’t Saam campus Cardijn in Diksmuide.
Coupillie is sinds 2003 lid van de N-VA en stond in 2008 mee aan de wieg van N-VA Diksmuide. Hij was twee legislaturen gemeenteraadslid en is eerste opvolger voor de Kamer in West-Vlaanderen. In 2024 werd hij lijsttrekker van de lijst Actie! en werd na de gemeenteraadsverkiezingen burgemeester van Diksmuide. In het stadsbestuur is hij bevoegd voor algemeen beleid, veiligheid, burgerlijke stand en jeugd.